# Gare de Trenčín
La gare de Trenčín est une gare ferroviaire située dans la ville de Trenčín, dans le nord-ouest de la Slovaquie. Elle est située au croisement des lignes ferroviaires 120 (Bratislava - Žilina) et 143 (Trenčín - Chynorany). C'est également de la gare que partent les trains de la ligne 121 (Nové Mesto nad Váhom - Vrbovce), permettant une connexion avec le réseau ferré de la République Tchèque.

## Situation ferroviaire
La gare est située peu après le franchissement de la rivière Váh, sur la ligne 120 (Bratislava - Žilina), voie majeure dans le pays, que ce soit pour le transport de voyageurs, ou de fret. Une autre plus petite ligne part également de la ville, la ligne 123, non-électrifiée, vers Chynorany, et le reste du centre de la Slovaquie. La ligne 123, donnant accès à la frontière tchèque, se débranche de la ligne 120 au niveau de la ville de Trenčianska Teplá, située à moins d'une dizaine de kilomètres, toutefois, aucun service direct depuis la gare ne permet de s'y rendre sans correspondance. Des trains directs permettent toutefois l'accès à la Tchéquie, en empruntant la ligne 121, qui se débranche de la ligne 120 au niveau de Nové Mesto nad Váhom, à une vingtaine de kilomètres de la gare.

## Histoire

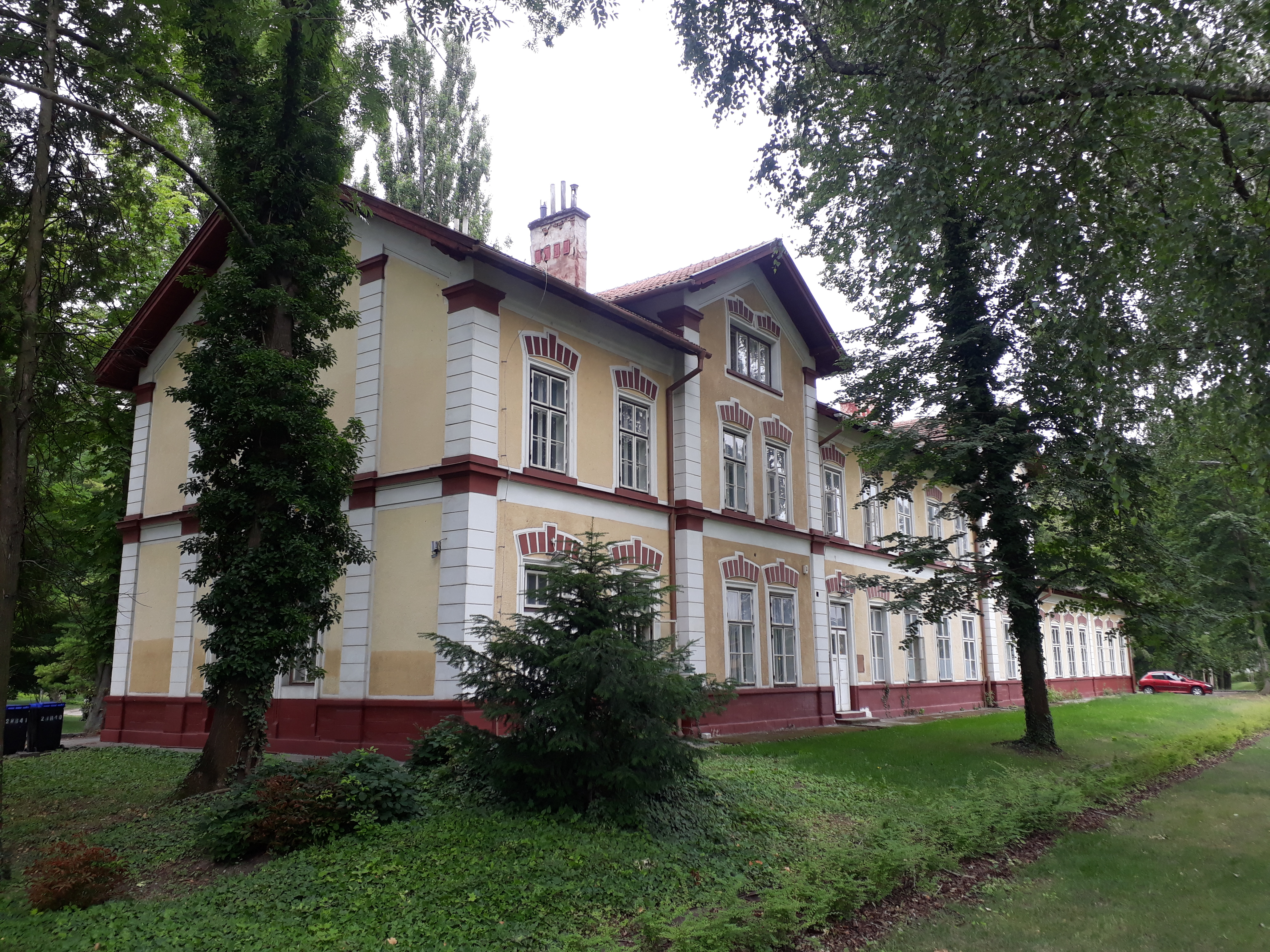
Ancien bâtiment voyageur, datant de 1883

La gare de Trenčín fut inaugurée en 1883, dans le cadre du prolongement de la ligne 120, alors en construction, devant à terme relier Bratislava à Žilina. Le bâtiment voyageur originel construit pour l'occasion est encore visible de nos jours dans le parc situé à proximité de la gare. En 1897 est inaugurée une nouvelle ligne, en direction de Bánovce nad Bebravou, qui sera par la suite prolongée vers Chynorany. À la suite de l'augmentation du trafic ferroviaire, il est décidé du doublement des voies de la ligne 120 vers Bratislava, en construisant un nouveau pont sur la Váh, ce sera chose faite en 1907. Un nouveau bâtiment passagers fut inauguré en 1943.
En août 2009, la gare de Trenčín fut incluse dans un grand projet des chemins de fer slovaques, nommé « Gare Moderne », visant à la rénovation de plusieurs gares du pays, en coopération avec divers partenaires privés. Après quelques déboires et annulations, le projet reprendre en 2011. En échange de fonds pour la reconstruction des infrastructures, les investisseurs privés auront accès aux locaux commerciaux des gares, durant une durée limitée. L'année suivante, un projet fut présenté, qui permettrait la fusion des gares routières et ferroviaires en une seule entité commune, à la manière d'un terminal d'aéroport. La ville a finalement vendu la gare routière à SIRS-Development pour un montant de 810 000 €. Le nouvel ensemble gare routière et ferroviaire devrait créer 600 emplois, et coûter environ 107 millions d'euros. Le projet fut achevé en 2018.
Durant la même période, il fut entreprit la rénovation d'un tronçon de 12 kilomètres de voies, entre Zlatovce (l'un des quartiers de Trenčín), et Trenčianska Teplá. La ligne, conçue pour une vitesse commerciale de 160 km/h, essuie plusieurs critiques quant aux nuisances générées, et une demande de déplacer la voie ferrée hors de la ville fut formulée. Au lieu de cela, un mur antibruit de 240 mètres de long fut construit. La rénovation de l'entièreté de la ligne coûtera un total de près d'un quart de milliard d'euros. En 2014 débuta la construction d'un nouveau pont sur la rivière Váh, créant une liaison plus directe avec l'autre rive, pont qui est désormais opérationnel. La gare fut reconstruite, et dotée de trois quais, ainsi que de deux passages souterrains, tous équipés d'ascenseurs.

## Service des voyageurs

### Accueil
La gare dispose d'un bâtiment voyageurs datant des années 40, disposant d'un espace d'attente, et d'un guichet.

### Desserte
La gare offre des liaisons directes et assez régulières vers plusieurs grandes villes slovaques (Bratislava, Žilina, Cassovie, ou Trnava), ainsi que vers d'autres destinations moins importantes, comme Vrbovce ou Chynorany. Il est également possible d'atteindre Velká nad Veličkou, en République Tchèque.

### Intermodalité
Devant le bâtiment voyageurs se trouve une importante gare routière, permettant des liaisons urbaines ou interurbaines vers les différentes localités de la région. La majorité des bus est exploitée par Slovenská autobusová doprava Trenčín, a.s. (abrégé en SAD Trenčín).